# 铜胸靓唐纳雀
，是雀形目裸鼻雀科的一种鸟类。
铜胸靓唐纳雀体重约20.4克，翼长约71毫米，嘴峰长约12.6毫米，喙宽度约4.3毫米，喙厚度约4.7毫米，跗蹠长约18.9毫米，尾长约52.8毫米。铜胸靓唐纳雀在其分布区内为留鸟，其栖息在密集的高大树木组成的森林中，食性为草食性，主要食物来源是水果。
铜胸靓唐纳雀分布于巴西东南部沿海山区。该物种是单型物种，没有亚种分化。